# Torneo de Washington 2015
El Citi Open 2015 es un torneo de tenis. Pertenece al ATP Tour 2015 en la categoría ATP World Tour 500, y al WTA Tour 2015 en la categoría WTA International. El torneo tendrá lugar en la ciudad de Washington D. C. (Estados Unidos) desde el 3 hasta el 9 de agosto de 2015, el cual pertenece a un conjunto de torneos que conforman al US Open Series 2015.

## Cabezas de serie

### Individual masculino
| Tenista          | Ranking | Preclasificada |
| Andy Murray      | 3       | 1              |
| Kei Nishikori    | 5       | 2              |
| Marin Čilić      | 9       | 3              |
| Richard Gasquet  | 13      | 4              |
| Kevin Anderson   | 15      | 5              |
| Grigor Dimitrov  | 16      | 6              |
| Feliciano López  | 18      | 7              |
| John Isner       | 19      | 8              |
| Viktor Troicki   | 20      | 9              |
| Ivo Karlović     | 22      | 10             |
| Bernard Tomic    | 25      | 11             |
| Adrian Mannarino | 27      | 12             |
| Vasek Pospisil   | 29      | 13             |
| Sam Querrey      | 34      | 14             |
| Pablo Cuevas     | 31      | 15             |
| Jack Sock        | 35      | 16             |

- Ranking del 27 de julio de 2015

### Dobles masculinos
| Tenista                         | Ranking | Preclasificada |
| Bob Bryan Mike Bryan            | 2       | 1              |
| Ivan Dodig Marcelo Melo         | 7       | 2              |
| Rohan Bopanna Florin Mergea     | 18      | 3              |
| Marcin Matkowski Nenad Zimonjic | 21      | 4              |

### Individual femenino
| Tenista             | Ranking | Preclasificada |
| Yekaterina Makarova | 11      | 1              |
| Samantha Stosur     | 21      | 2              |
| Belinda Bencic      | 22      | 3              |
| Svetlana Kuznetsova | 24      | 4              |
| Alizé Cornet        | 28      | 5              |
| Irina-Camelia Begu  | 29      | 6              |
| Coco Vandeweghe     | 32      | 7              |
| Zarina Diyas        | 33      | 8              |

- Ranking del 27 de julio de 2015

### Dobles femenino
| Tenista                                     | Ranking | Preclasificada |
| Alla Kudryavtseva Anastasiya Pavliuchenkova | 52      | 1              |
| Anastasia Rodionova Arina Rodionova         | 64      | 2              |
| Lara Arruabarrena Andreja Klepač            | 72      | 3              |
| Belinda Bencic Kristina Mladenovic          | 101     | 4              |

## Campeones

### Individual Masculino
Kei Nishikori venció a  John Isner por 4-6, 6-4, 6-4

### Individual Femenino
Sloane Stephens venció a  Anastasiya Pavliuchenkova 6-1, 6-2

### Dobles Masculino
Bob Bryan /  Mike Bryan vencieron a  Ivan Dodig /  Marcelo Melo por 6-4, 6-2

### Dobles Femenino
Belinda Bencic /  Kristina Mladenovic vencieron a  Lara Arruabarrena /  Andreja Klepač por 7-5, 7-6(7)